# Juan Carlos García (actor venezolano)
Juan Carlos García Pajero (Caracas,  4 de enero de 1971) es un modelo y actor venezolano.

## Biografía
Nació en Caracas, Venezuela, el 4 de enero de 1971, estudió primaria en el colegio San Ignacio y secundaria en el Colegio Villanueva, donde obtuvo su título de bachiller. Luego comenzó a estudiar Ingeniería Mecánica en la Universidad Metropolitana pero a los dos años decidió cambiarse a Ingeniería Civil en la Universidad Santa María.

## Carrera artística
Empezó en el mundo del modelaje haciendo un primer comercial de TV para la famosa marca de helados Tío Rico. Este fue el punto de partida que lo llevó sucesivamente a la pantalla como imagen de diferentes productos. Su escultural cuerpo y su imponente rostro lo llevaron a las pasarelas de diseñadores como: Tommy Hilfiger, Christian Dior, Giovanni Scutaro y Vielmans, entre otros. Durante la realización de estos trabajos Juan Carlos tuvo la oportunidad de compartir con gente de diferentes culturas lo cual le dejó un gran aprendizaje e innumerables amigos. En diversas oportunidades fue el blanco de diferentes propuestas para participar en el Mr. Venezuela, pero nunca aceptó.
Juan Carlos también se convirtió en la figura masculina más vista en los comerciales de cine y televisión a nivel nacional e internacional. Recorrió diversos países de Latinoamérica para posar en fotos y para realizar cuñas televisivas de importantes marcas. Luego de un descanso en el mundo del modelaje, RCTV le dio la oportunidad de estudiar en su Academia y más tarde lo llamó para que realizara un casting que lo llevaría a formar parte del elenco de la telenovela Mariú, donde trabajó al lado de Daniela Alvarado, Carlos Montilla. 
La novela Angélica Pecado fue su siguiente reto, le ofrecieron el personaje de Paolo -un joven que se vendía a través de su cuerpo. Más tarde ingresó al elenco de la novela Carissima, en la cual figuró como contrafigura de Carlos Montilla, el protagonista de la historia.
Posteriormente le llegó la gran oportunidad de protagonizar de la mano de RCTV, la historia original de misterio y asesinatos de Martín Hahn, La mujer de Judas compartiendo junto a Chantal Baudaux y Astrid Carolina Herrera. Está novela gozó de buenos índices de audiencia , convirtiéndose en la favorita del público venezolano.
En el 2003 tiene un nuevo reto protagónico, el segundo de su carrera, acompañado por Daniela Alvarado, en la producción dramática La Invasora, donde tendrá la responsabilidad de darle vida a Sergio Martínez Aldana.
Para el 2004 protagoniza junto a la actriz peruana Stephanie Cayo, la actriz venezolana Verónica Schneider y un elenco conformado en su mayoría por actores peruanos, la novela peruana-venezolana Besos robados fue una producción de Venevisión junto a Frecuencia Latina. 
En el 2005 es Memo en la novela de Venevisión El amor las vuelve locas junto a Lilibeth Morillo y Carlos Montilla.
Entre 2006-2007 da vida a Yúnior Mercado en la novela de Leonardo Padrón Ciudad bendita, y comparte escenas junto a Marisa Román, Roque Valero, Gledys Ibarra, Carlos Montilla, Yanis Chimaras entre otros...
Finalizando el 2007 vuelve a ser uno de los protagonistas en Venevisión de la novela Arroz con leche, compartiendo créditos con la que aun era su esposa Mónica Pasqualotto, Marlene De Andrade, Luis Gerónimo Abreu y Eileen Abad. 
Para el 2009 realiza un doble papel (protagonista y villano) en la nueva novela de Venevisión, Los misterios del amor compartió el protagónico junto a Sabrina Seara.
Luego de varios éxitos en la TV da vida a Jorge en la película venezolana Habana Eva dirigida por Fina Torres, ganadora del Festival Latino de Nueva York, y que fue grabada entre las ciudades de Caracas y La Habana.
A finales del 2011 vuelve a Venevisión para integrarse al elenco de la novela La viuda joven del escritor Martín Hahn. García ya había trabajado en dos oportunidades anteriores con él. La novela se transmitió con éxito en marzo del 2011.
A principios del 2012 realiza una participación especial como Bruno Lincuestenin en la exitosa Mi ex me tiene ganas de Venevisión, también de Martín Hahn compartiendo créditos con Daniela Alvarado, Luciano D' Alessandro, Carolina Perpetuo, Norkys Batista, Lilibeth Morillo y Carlos Montilla. En este mismo año se une al elenco de Dulce amargo un producción de Televen.
En el 2014 se une al remake que realiza RTI Producciones y Televisa grabada en los estudios de RCTV de la telenovela Juana la virgen llamada ahora La virgen de la calle, compartiendo créditos con María Gabriela de Faría, Juan Pablo Llano, Rosanna Zanetti, Marjorie Magri y el primer actor Miguel de León.
Tiene una participación especial como el mánager de Alexandra Braun en la película del director Abraham Pulido en una historia entre el dramático latino y la acción del Boxeo, Hasta que la muerte nos separe, estrenándose en Venezuela en abril de 2015.
Luego de finalizar La virgen de la calle, vuelve a Venevisión para ser el antagonista principal de Amor secreto, dándole vida a Rodrigo Basáñez, compartiendo nuevamente con Miguel de León, Alejandra Sandoval y Alexandra Braun.
En el 2015, sigue en Venevisión, y participa en la telenovela  Entre tu amor y mi amor, compartiendo créditos con su actual esposa Yuvanna Montalvo; trabaja nuevamente con Rosmeri Marval, Eileen Abad y Simón Pestana.
Juan Carlos también se ha desempeñado como animador en eventos como el Miss Venezuela Mundo 2014, y la La gala interactiva del Miss Venezuela 2015.

## Vida personal
Estuvo casado con la animadora, locutora y actriz Mónica Pasqualotto, siendo una de las parejas públicas más sólidas del medio, sin embargo se divorciaron en el 2008 tras casi 7 años de relación. De esta unión no tuvieron hijos. En el 2011 se volvió a casar esta vez con la actriz joven Yuvanna Montalvo. Juan Carlos tiene un hijo de un primer matrimonio, llamado Gabriel (1997). Y con su actual esposa tuvo su primera hija juntos llamada Fernanda Isabelle, nacida en 2017 en la Ciudad de México.

## Filmografía

### Televisión
| Año       | Título                                 | Cadena                   | Personajes                         |
| --------- | -------------------------------------- | ------------------------ | ---------------------------------- |
| 2024-2025 | Sed de Venganza                        | Telemundo                | Abogado de los del Pino            |
| 2018      | Tenias que ser tú                      | Las Estrellas            | Hombre que pelea con Tadeo         |
| 2016      | Entre tu amor y mi amor                | Venevisión               | José Domingo Morales               |
| 2015      | Escándalos                             | Televen                  | Jorge Luis Alarcón                 |
| 2015-2016 | Amor secreto                           | Venevisión               | Rodrigo Basáñez                    |
| 2014      | La virgen de la calle                  | Televen                  | Alfredo Rivas Molina               |
| 2012-2013 | Dulce amargo                           | Televen                  | Rubén Ascanio                      |
| 2012      | Mi ex me tiene ganas                   | Venevisión               | Bruno Lincuestenin                 |
| 2011      | La viuda joven                         | Venevisión               | Jeremías Miranda                   |
| 2009      | Los misterios del amor                 | Venevisión               | Jason Martínez / Juan Andrés Román |
| 2007-2008 | Arroz con leche                        | Venevisión               | Rodrigo Lara                       |
| 2006-2007 | Ciudad Bendita                         | Venevisión               | Yúnior Mercado                     |
| 2005      | Bailando con las estrellas (Venezuela) | Venevisión               | Participante                       |
| 2005      | El amor las vuelve locas               | Venevisión               | Guillermo "Memo" Morales           |
| 2004      | Besos robados                          | Venevisión Internacional | Alejandro Pomar                    |
| 2003-2004 | La Invasora                            | RCTV                     | Sergio Martínez Aldana             |
| 2002      | La mujer de Judas                      | RCTV                     | Salomón Vaisman                    |
| 2000      | Carissima                              | RCTV                     | José Thomas Urriola                |
| 2000      | Angélica Pecado                        | RCTV                     | Paolo Montesinos                   |
| 1999      | Mariú                                  | RCTV                     | David Marcano                      |

### Películas
| Año  | Título                         | Personajes | Director       | País                 |
| ---- | ------------------------------ | ---------- | -------------- | -------------------- |
| 2015 | Hasta que la muerte nos separe | Mánager    | Abraham Pulido | Bandera de Venezuela |
| 2010 | Habana Eva                     | Jorge      | Fina Torres    | -                    |

### Premios
| Año  | Premio        | Categoría        | Trabajo      | Resultado |
| ---- | ------------- | ---------------- | ------------ | --------- |
| 2013 | Premios Inter | Actor de reparto | Dulce amargo | Ganador   |